# Ходорівка
Хо́дорівка — село в Україні, у Житомирському районі, Житомирської області. Входить до складу Курненської сільської громади. Населення становить 218 осіб.

## Географія
Межує на північному сході з Тетіркою, на південному сході з Червоносілкою та Білкою, на південному заході з Владиним, на північному заході з Муравнею.
На північно-східній околиці села протікає річка Білка, ліва притока Тні, а на західній -- безіменний струмок, який в 19 столітті був річкою Ходорівка, яка впадала в річку Білка.

## Історія
Назва села походить від колишньої річки Ходорівка. На початку 20 століття село Рогачівської волості Новоград-Волинського повіту Волинської губернії.

## Населення

### Мова
Розподіл населення за рідною мовою за даними перепису 2001 року:
| Мова            | Кількість | Відсоток |
| --------------- | --------- | -------- |
| українська      | 212       | 97.25%   |
| російська       | 4         | 1.83%    |
| інші/не вказали | 2         | 0.92%    |
| Усього          | 218       | 100%     |